# 萨巴藏
萨巴藏（法語：Sabazan，法語發音：[sabazɑ̃]）是法国热尔省的一个市镇，属于米朗德区。

## 地理
萨巴藏（43°42'18"N, 0°2'50"E）面积8.26 平方千米，位于法国奧克西塔尼大區热尔省，该省份为法国西南部内陆省份，北起顺时针与洛特-加龙省、塔恩-加龙省、上加龙省、上比利牛斯省、大西洋比利牛斯省和朗德省接壤。
与萨巴藏接壤的市镇（或旧市镇、城区）包括：艾尼昂、贝图、布宗-热勒纳沃、卢贝达。

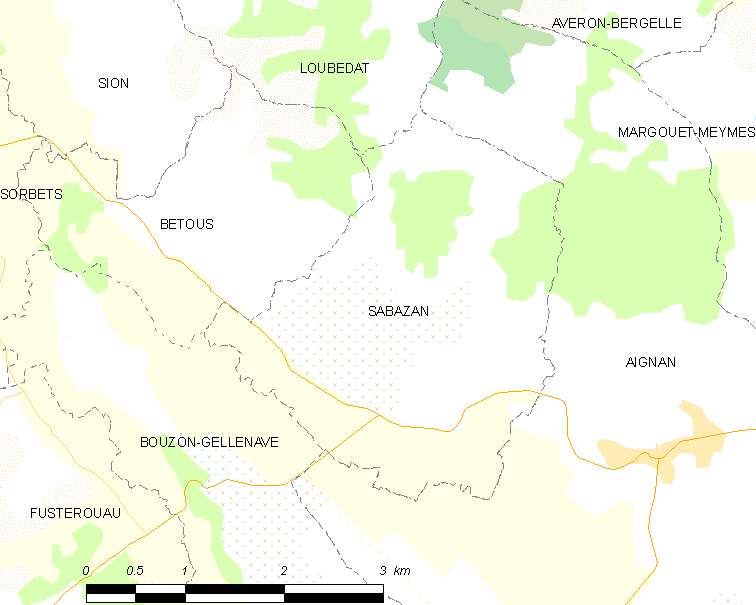
萨巴藏的OSM定位图

萨巴藏的时区为UTC+01:00、UTC+02:00（夏令时）。

## 行政
萨巴藏的邮政编码为32290，INSEE市镇编码为32354。

## 政治
萨巴藏所属的省级选区为热尔阿杜尔县。

## 人口

1962-2008年间萨巴藏人口变化图示

萨巴藏于2022年1月1日时的人口数量为127人。